# Circuito San Rafael
Circuito San Rafael es un ramal que pertenece al Ferrocarril General San Martín, Argentina. Tiene la particularidad de ser un circuito cerrado de vías.

## Ubicación
Se halla en la provincia de Mendoza íntegramente dentro del Departamento San Rafael.

## Características
Es un ramal de la red del Ferrocarril General San Martín con una extensión de 146 km que parte y vuelve desde la estación San Rafael.
El ramal fue construido en la década de 1900 por el Ferrocarril Gran Oeste Argentino.

## Servicios
No presta servicios de pasajeros desde 1993. Hay proyectos para su reactivación. Sus vías están bajo tutela de la empresa estatal Trenes Argentinos Cargas.